# جوزپ ماریا آبارکا
جوزپ ماریا آبارکا (اسپانیایی: Josep María Abarca‎؛ زادهٔ ۱۹ ژوئن ۱۹۷۴) بازیکن واترپلو اهل اسپانیا است.